# Universitat de París-Nanterre
La Universitat de París-Nanterre (antigament Paris-X; en francès: Université Paris Nanterre), és una universitat pública de la ciutat de Nanterre, a l'oest de París. Va ser fundada el 1964 com una manera de distribuir la població de la Universitat de París. El seu prestigi com a institució pública d'educació superior és considerable, tant per la variada oferta dels seus estudis com pels avançats mitjans amb els quals compta.
Així mateix, va ser l'escenari dels esdeveniments centrals de Maig del 68 i està a menys de 20 minuts amb metro del centre de París. Ha comptat, entre els seus alumnes cèlebres, amb Jean-Luc Marion, Dominique Strauss-Kahn, Christine Lagarde, Dominique de Villepin, David Guetta, Daniel Cohn-Bendit, Anne Hidalgo, Leonardo López Luján, Néstor García Canclini, Yasmina Resa i Emmanuel Macron. Els seus professors han estat il·lustres, especialment aquells consagrats a la filosofia i les ciències socials: Jean-François Lyotard, Marshall Sahlins, Emmanuel Lévinas, Marshall Sahlins, Henri Lefebvre, Paul Ricoeur, Jean Baudrillard o Étienne Balibar.
És el segon campus universitari de l'Estat francès, després del de la Universitat de Nantes, compta amb 2.000 professors investigadors i 35.000 estudiants. Es desenvolupa en 27 hectàrees, constituint una ciutat dins de la ciutat.

## Galeria

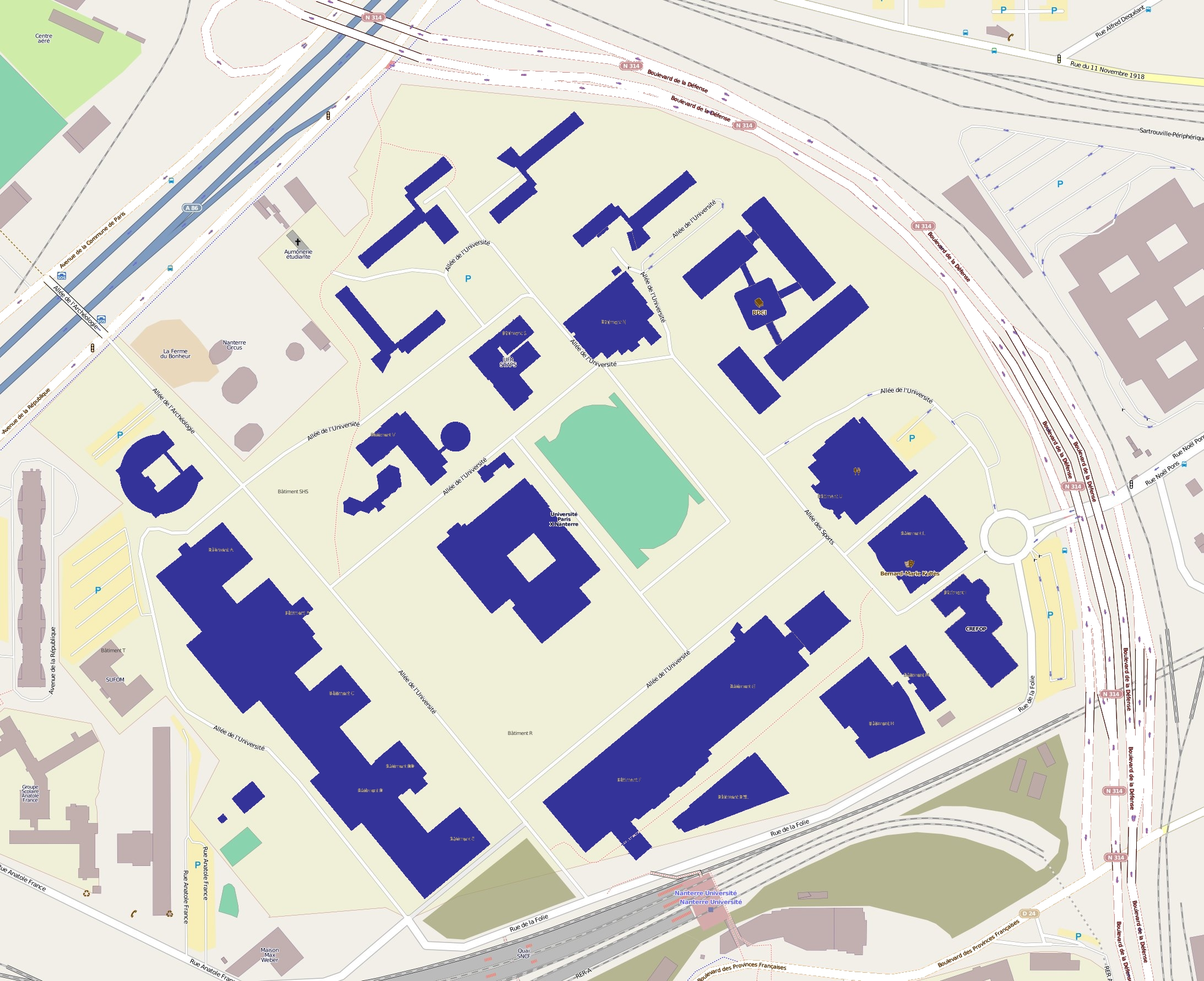
Campus Universitat París Nanterre
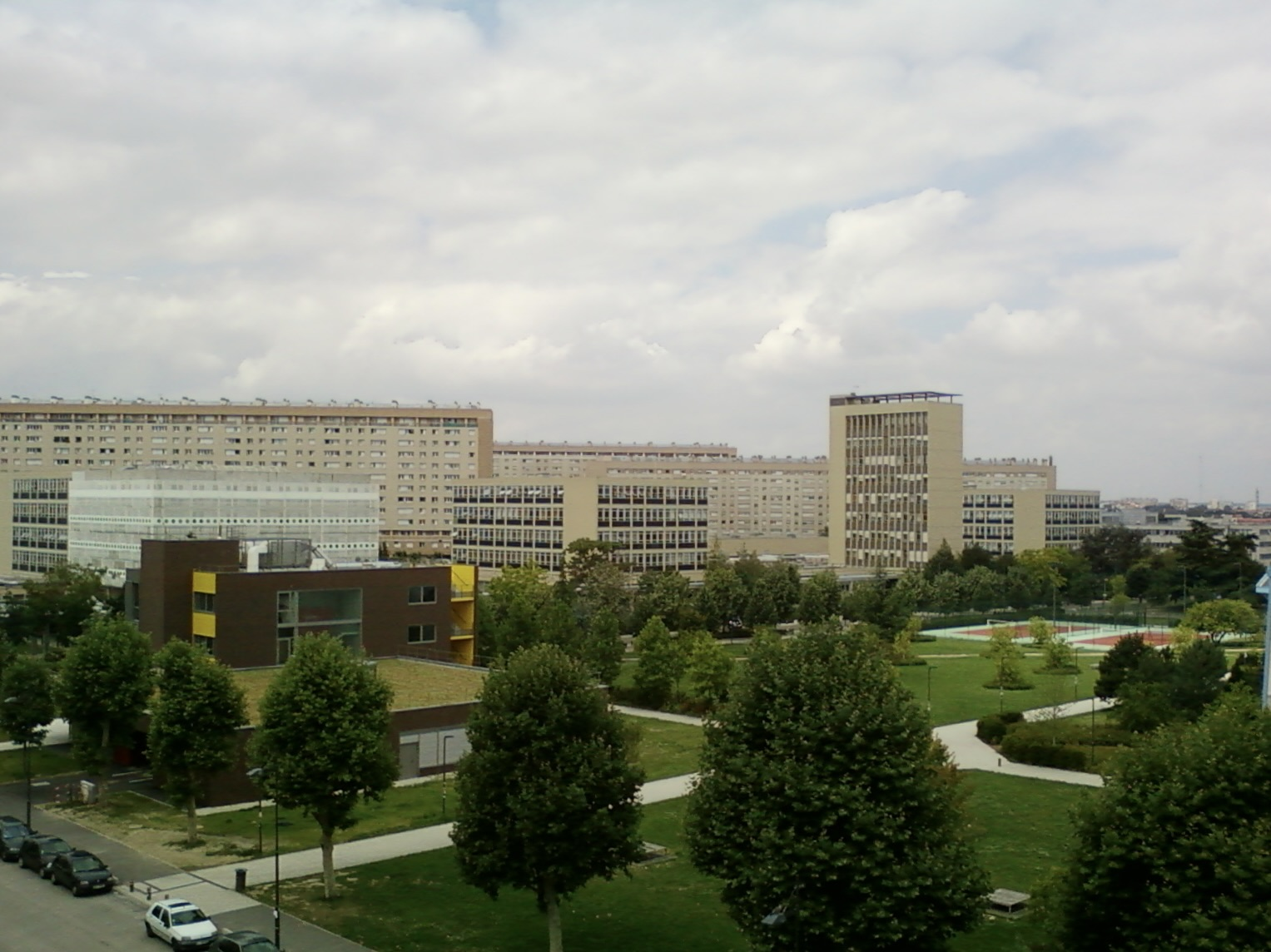
Vista general del campus
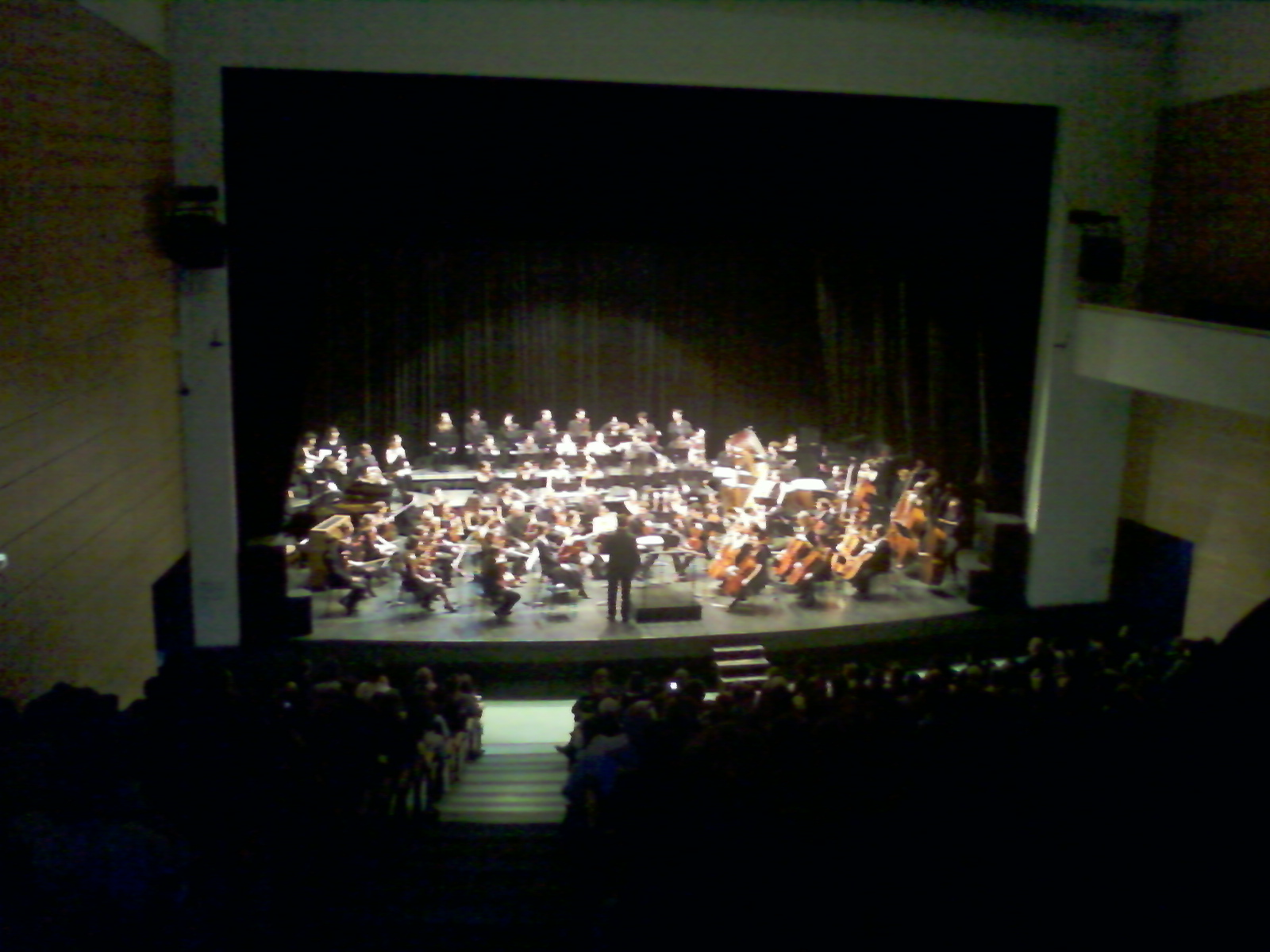
Teatre